# Boris Zhukov
Boris Zhukov (ur. 13 grudnia 1958 w Roanoke jako James Kirk Harrell) – amerykański emerytowany wrestler, znany głównie pod pseudonimami ringowymi jako Boris Zhukov i James „Jim” Nelson.

## Wczesne życie
Urodził się jako James Kirk Harrell 29 stycznia 1959 w Roanoke w stanie Wirginia. Już od 14 roku życia chciał być wrestlerem. W młodości często oglądał wrestling na arenie Roanoke Civic Center. Uczęszczał do szkoły średniej Northside High School w Roanoke, gdzie trenował futbol amerykański i podnoszenie ciężarów. Realizację planów rozpoczęcia kariery wrestlera utrudniała mu wówczas drobna budowa ciała. Ważył ok. 73 kg. W związku z tym zaczął uczęszczać na sesje ze Steve’em Age’em w Holiday Health Spa i uczestniczył w programie treningowym trenera futbolowego Jima Hickama. Jednym z elementów tego treningu była praca nad zwiększeniem masy ciała. Szkołę średnią ukończył w czerwcu 1977.

## Kariera wrestlerska
Jego trenerami byli Steve Savage, Eclipso i Roddy Piper. Wyrabiając sobie styl inspirował się takimi wrestlerami jak Johnny Valentine, Anderson Brothers, Ivan Koloff i Boris Malenko. On sam trenował Lee Valianta.

### Wczesna kariera (1978–1987)
W 1978 roku trenując w YMCA nawiązał znajomość z wrestlerem Rickiem McCordem. McCord przedstawił go w siłowni Roanoke City Market Boxing dwóm wrestlerom z Salem – Donowi „Eclipso” Hoganowi i Steve’owi Savage’owi, którzy prowadzili niewielką organizację wrestlerską w Wirginii i Karolinie Północnej i zgodzili się przyjąć do swojej grupy Harrela. Harrel debiutował 18 maja 1978 w walce przeciwko Chiefowi Greywolfowi w New Castle. Początkowo walczył w małych miejscowościach w stanie Wirginia razem z półprofesjonalnymi grupami.
W maju 1979 Harrel przeprowadził się do Atlanty w Georgii, gdzie Ole Anderson dał mu szansę sprawdzić swoje umiejętności w programie organizacji Georgia Championship Wrestling na kanale WTBS Channel 17. Jego pierwszą walką w GCW był pojedynek tag teamów. On i Mike Stallings zmierzyli się z Ole Andersonem i Ivanem Koloffem. Harrel ważył wówczas ok. 95 kg. W lipcu 1982 ważył już ok. 109 kg. Posługiwał się pseudonimem ringowym James „Jim” Nelson. We wrześniu 1980 przeprowadził się do Charlotte w Nowym Jorku i pracował etatowo 10 dni na dwa tygodnie w Jim Crockett Promotions.

### National Wrestling Alliance (1980–1985)
W National Wrestling Alliance (NWA) od początku był heelem i często walczył z Donem Kernodle, który był face’em. Już na początku swojej kariery w NWA podjął kilka nieskutecznych starań o tytuły mistrzowskie. 1 września 1981 Dewey Robertson i George Wells pokonali jego i Gene’a Lewisa w walce o NWA Mid-Atlantic Tag Team Title, 30 września i 3 października Ron Bass obronił w walce z nim tytuł NWA Television Title, a 1 sierpnia 1982 Nelson odpadł w pierwszej rundzie turnieju Cadillac Tournament, po przegranej walce z Rickym Steamboatem.
W 1982 roku ówczesny posiadacz tytułu NWA United States Heavyweight Campionship Sgt. Slaughter rekrutował Nelsona i awansował go na stopień szeregowego. Od tej pory Harrel zaczął posługiwać się pseudonimem ringowym Private James Nelson. Później utworzył tag team z weteranem, szeregowym Donem Kernodle. Nowa drużyna posługiwała się nazwami Cobra Corps i The Privates (w skrócie PVT's, pl. Szeregowi). Ich głównym zadaniem było służenie jako prywatna armia Sgt. Slaughtera i pomaganie swojemu przywódcy w czasie jego panowania jako mistrza. Zespołowi dwukrotnie udało się zdobyć mistrzostwo NWA Mid-Atlantic Tag Team Championship w 1982 roku. Zdobyli je w maju pokonując Porkchopa Casha i Jaya Youngblooda, ale niedługo potem stracili na rzecz Porkchopa Casha i Icemana Parsonsa. Następnie odzyskali mistrzostwo 17 czerwca 1982, a 22 sierpnia 1982 stracili je ponownie przegrywając z Rickym Steamboatem i Jayem Youngbloodem. W międzyczasie Slaughter i Kernodle pokonali Steamboata i Youngblooda zdobywając tytuł NWA World Tag Team Championships. Nelson skupił się wówczas na samodzielnej karierze. 17 października 1982 zdobył NWA Canadian Television Title pokonując Youngblooda. Posiadał tytuł przez dwa miesiące, po czym 26 grudnia 1982 stracił go przegrywając walkę z Terrym Kayem. Przez wiele miesięcy Nelson był poniżany przez resztę swojego tag teamu. W związku z czym w 1983 postanowił zdradzić drużynę. Został agentem Steamboata i Youngblooda. Dzięki informacjom jakie przekazał, Steamboat i Youngblood pokonali Slaughtera i Kernodle'a w cage matchu na wydarzeniu o nazwie Final Conflict w marcu 1983 w Greensboro. James Nelson stał się face’em i został wykluczony z drużyny.
27 marca 1983 ponownie zdobył NWA Canadian Television Title. W czerwcu skonfrontował się z Jackiem Brisco, którego nazwał tchórzem za to, że celowo kontuzjował Ricky’ego Steamboata. W odpowiedzi sam został zaatakowany i kontuzjowany, przy czym najbardziej ucierpiała jego noga. W kayfabe niezdolny do walk Nelson zwakował swój tytuł i nigdy więcej nie pojawił się w NWA w roli porucznika Jamesa Nelsona. W rzeczywistości już wtedy planował się przeprowadzić i dlatego zdecydowano się na zakończenie jego wątku przy okazji cementując rolę Brisco jako heela.
W maju 1983 przeprowadził się do Los Angeles, gdzie walczył już jako inna postać – radziecki patriota, komunista i heel Boris Zhukov. Jak sam później przyznał, w swojej nowej roli w znacznej mierze naśladował Ivana Koloffa, którego głos ćwiczył już od 15. roku życia. Nazwa nowej postaci pochodzi od radzieckiego generała Gieorgija Żukowa. 12 marca 1984 roku Zhukov odpadł w drugiej rundzie turnieju o NWA Southeastern Heavyweight Title. 13 sierpnia pokonał Ricka McGrawa zdobywając tytuł NWA Alabama Heavyweight title. Miesiąc później mistrzostwo odebrał mu Porkchop Cash. 17 września ponownie starał się o NWA Southeastern Heavyweight Title, ale przegrał z ówczesnym mistrzem Austinem Idolem. W 1985 roku po wielu przegranych walkach z Idolem wyruszył za nim na południowy wschód, aby dokonać zemsty jako zamaskowany wrestler Mr. Russia.

### American Wrestling Association (1985–1987)
W American Wrestling Association (AWA) był jednym z największych heelów. Jego managerem był Chris Markoff, a głównym rywalem dawny partner Sgt. Slaughter, który w tym okresie był face’em i odgrywał rolę amerykańskiego bohatera. 28 września 1985 roku na wspólnym wydarzeniu AWA i NWA walczył z Sgt. Slaughterem o NWA United States Heavyweight Campionship, ale przegrał przez dyskwalifikację. 14 listopada przegrał walkę z Rickiem Martelem o AWA World Heavyweight Title w cage matchu. Współpraca Zhukova z Markoffem zakończyła się po tym jak dwukrotnie – 1 i 29 grudnia przegrali z Sgt. Slaughterem walkę dwóch na jednego. W 1986 roku dwa razy bezskutecznie starał się o należący do Curta Henniga i Scotta Halla tytuł AWA World Tag Team Title – 13 marca razem z Nordem the Barbarianem i 28 kwietnia z Kongiem the Barbarianem. W tym samym czasie miała miejsce jego wielomiesięczna rywalizacja z posiadaczem AWA World Heavyweight Title Nickiem Bockwinkelem, jednak mimo licznych prób nie udało mu się przejąć tytułu. W 1987 roku jego głównym celem stało się mistrzostwo tag teamów AWA World Tag Team Title, którego posiadaczami był zespół The Midnight Rockers (Marty Jannetty i Shawn Michaels). Podjął nieskuteczne próby przejęcia tytułu 28 lutego i 6 marca z Dougiem Somersem oraz 1 i 22 marca z The Blasterem.
W 1987 roku jego nowym managerem został irakijczyk Sheik Adnan Al-Kassey, a partnerem Soldat Ustinov. 25 maja drużynie udało się w końcu zdobyć mistrzostwo tag teamów i obronić je przez wiele miesięcy. Jednak w październiku po brutalnym chain matchu (walka, gdzie ręce obu zawodników są połączone długim łańcuchem) z Wahoo McDanielem został siłą wygoniony z organizacji przez swojego przeciwnika, zwakował tytuł i już nigdy więcej nie powrócił. W rzeczywistości Zhukov otrzymał propozycję pracy dla WWF i postanowił z niej skorzystać, więc zaszła potrzeba zakończenia jego wątku w AWA.

### World Wrestling Federation (1987–1991)
W 1987 roku przed dołączeniem do World Wrestling Federation (WWF) zmienił prawnie swoje imię na Boris Zhukov z obawy, że organizacja będzie próbowała zabezpieczyć graną przez niego postać prawami autorskimi i znakami towarowymi.
W WWF kontynuował swój gimmick radzieckiego patrioty, komunisty i heela. W krótkim czasie utworzył tag team z Nikolaiem Volkoffem, którego dotychczasowy partner The Iron Sheik został zwolniony, a sam Volkoff od dłuższego czasu odgrywał podobną rolę co Zhukov. Ich duet nazywał się The Bolsheviks (pl. Bolszewicy). Nosili czerwone stroje, na ring zawsze wchodzili w czerwonych płaszczach z długimi rękawami, w czarnych futrzanych czapkach i z Flaga ZSRR. Przed każdą walką odśpiewywali Hymn Związku Radzieckiego, a po jego zmianie Pieśń Patriotyczną. The Bolsheviks zaczynali jako silny zespół, pokonując w ciągu pierwszych kilku miesięcy The Young Stallions (Jim Powers i Paul Roma) i The Rougeau Brothers (Jacques Rougeau i Raymond Rougeau). Ostatecznie jednak służyli jako jobberowie i nie odnieśli większych sukcesów w ringu. Jedyną nagrodą, jaką udało im się zdobyć była Slammy Award za najlepszą higienę osobistą w 1987.
Jego pierwszą galą pay-per-view w WWF było Survivor Series 26 listopada 1987. The Bolsheviks wzięli udział w pojedynku dziesięciu tag teamów. Odpadli jako pierwsi w drugiej minucie po tym jak Tito Santana z zespołu Strike Force przyszpilił Zhukova. 24 stycznia 1988 Zhukov brał udział w Royal Rumble. Odpadł jako trzeci w drugiej minucie. Nikogo nie wyeliminował. The Bolsheviks wzięli też udział w battle royal na WrestleManii IV 27 marca 1988. Zhukov wyeliminował Hillbilly Jima, ale później razem z partnerem został wyeliminowany przez Kena Paterę, który przy okazji wyeliminował też samego siebie. Na SummerSlam 29 sierpnia 1988 Slick debiutował jako manager The Bolsheviks. Zespół zmierzył się z tag teamem The Powers of Pain i przegrał. Na Survivor Series 24 listopada 1988 The Bolsheviks ponownie wzięli udział w pojedynku dziesięciu tag teamów. Zhukovowi udało się wyeliminować Jima Powersa, a tym samym cały tag team The Young Stallions. Kilka minut później The Bolsheviks również zostali wyeliminowani po tym jak Marty Jannetty zaatakował Zhukova ruchem Sunset flip i przyszpilił go. 30 grudnia 1988 roku w WWF debiutował tag team The Bushwhackers. Wcześniej był on znany z tego, że przegrywał większość walk i służył bardziej jako archetyp komediowy. W swojej debiutanckiej walce udało im się pokonać The Bolsheviks w niecałe dwie i pół minuty. Przez kilka kolejnych miesięcy oba tag teamy rywalizowały ze sobą. Ostatecznie to The Bushwackers wygrali więcej walk.
Od 1989 roku Boris Zhukov częściej walczył w pojedynkę, niż w zespole. 23 listopada 1989 na Survivor Series wygrał z Paulem Romą w dark matchu.
Tag team wystąpił również na WrestleManii VI 1 kwietnia 1990. The Bolsheviks wzięli udział w segmencie zakulisowym, w którym komik Steve Allen miał zagrać rosyjski hymn narodowy, ale za każdym razem dla żartu grał coś innego denerwując przy tym wrestlerów. Obaj odeszli oburzeni w momencie gdy zamiast hymnu usłyszeli dochodzący z innego pomieszczenia dźwięk spłuczki. Tego wieczoru drużyna zmierzyła się z tag teamem The Hart Foundation (Bret Hart i Jim Neidhart). Ku uciesze widzów The Bolsheviks zostali zaatakowani w czasie odśpiewywania hymnu i przegrali w 19 sekund. Następnego dnia Zhukov obwiniał Volkoffa za porażkę, co było początkiem narastającego konfliktu w drużynie.
W 1990 roku gdy Zimna wojna dobiegła końca, a Litwa będąca w kayfabe ojczyzną Nikolaia Volkoffa, ogłosiła niepodległość, partner Zhukova został ambasadorem dobrej woli. Promował pokojową współpracę między Stanami Zjednoczonymi, a Związkiem Radzieckim, odnosił się z równym szacunkiem wobec obu państw i od tej pory przed rozpoczęciem każdej walki odśpiewywał hymn Stanów Zjednoczonych. To nie spodobało się Zhukovowi. Tag team został rozwiązany i dawni partnerzy zaczęli ze sobą rywalizować. Stoczyli ze sobą około 40 walk, a wszystkie wygrał Volkoff.
W 1990 roku utworzył grupę o nazwie The Mercenaries (pl. Najemnicy) z Mr. Sato, Patem Tanaką oraz Sgt. Slaughterem, który wówczas odgrywał rolę sympatyka Iraku i Saddama Husajna. Zespół wziął udział w Survivor Series 22 listopada 1990. Ich przeciwnikami byli Nikolai Volkoff, Tito Santana i The Bushwhackers. The Mercenaries przegrali, a Zhukov odpadł jako pierwszy wyeliminowany przez Tito Santanę w pierwszej minucie. Było to ostatnie pay-per-view Zhukova w WWF. W 1991 roku walczył w japońskiej organizacji Super World Sports (SWS) w ramach programu wymiany talentów między partnerskimi WWF i SWS.
Pod koniec kariery w WWF Zhukov cierpiał z powodu przepukliny oraz bólu w kolanach i barkach. Na początku 1991 roku odszedł z organizacji. On sam później twierdził, że postanowił rozstać się z firmą, gdyż WWF rościło sobie prawa do granej przez niego postaci, a gdy okazało się to niemożliwe z uwagi na fakt, że nazwa Boris Zhukov była już nie tylko jego pseudonimem ringowym, ale także prawdziwym imieniem i nazwiskiem, firma planowała go nieformalnie ukarać.

### Kariera niezależna (od 1991)
Kilka miesięcy po odejściu z WWF zatrudnił się w Universal Wrestling Federation. W 1996 roku zawiesił całkowicie swoją karierę z powodów zdrowotnych, a w 1998 roku przeszedł operację przepukliny. Wrócił do zawodu w 2001 roku, kiedy to dołączył do New Age Wrestling. Wziął udział w wydarzeniu ku pamięcie Majora Joe Powersa w 2003, walczył o tytuł North American Title i w 20-osobowym battle Royal o nagrodę Joe Powers Cup. W 2005 roku był managerem mistrzów tag teamów Eddiego Loco i Dusty’ego Storma, okazjonalnie również biorąc udział w walkach.

#### American Championship Wrestling (od 2007)
W 2007 Boris Zhukov powrócił do Roanoke. Dołączył do rosterów American Championship Wrestling (ACW) i National Independent Championship Wrestling (NICW). Utworzył tag team z heelami Eclipso i Kenem Steelem. Ich managerem był Douglas J. Wentworth, III. Jednak jeszcze w tym samym roku miał miejsce jego face’em turn, kiedy to sojusznicy zerwali z nim współpracę i zaatakowali go. Rozpoczęła się jego rywalizacja z mistrzem ACW Eclipso, która w kayfabe doprowadziła kontuzji. 8 września 2007 roku, w dzień kiedy miał stoczyć walkę o mistrzostwo, Zhukov ogłosił, że przez swoją kontuzję musi zakończyć karierę. Dodał jednak, że w nadchodzącej walce zastąpi go ktoś, kto właśnie znajdował się w budynku i pochodził ze stanów środkowoatlantyckich. Zhukov opuścił arenę, a po chwili powrócił jako James Nelson. Osobą, która miała go zastąpić był on sam, tylko w swoim dawnym wcieleniu. Nelson oświadczył, że Sgt. Slaughter awansował go na stopień sierżanta za osiągnięcia w boot camp w remizie piechoty morskiej Parris Island. Odtąd jego nowym pseudonimem ringowym stał się Sergeant Jim Nelson. Wykorzystując element zaskoczenia udało mu się pokonać tego samego dnia Eclipso i odebrać mu tytuł ACW Universal Champion. Okazało się jednak, że manager Eclipso Douglas Wentworth III znalazł lukę w regulaminie, w wyniku której sierżant musiał zwrócić mistrzostwo. W walce rewanżowej Eclipso oszukiwał – oślepił Nelsona ciskając mu piaskiem w oczy i zaatakował go uzbrojoną rękawiczką. W ten sposób odzyskał mistrzostwo i ogłosił, że nie będzie kolejnych walk rewanżowych. Jednakże Johnny'emu Weaverowi udało się oszukać mistrza. Eclipso nieświadomie podpisał bez czytania kontrakt na walkę z Nelsonem, myśląc, że godzi się na walkę z Weaverem. W kolejnej walce 3 października 2007 Nelson użył rękawiczki Eclipso przeciwko niemu i odzyskał tytuł. Ostatnią walkę obaj stoczyli 7 grudnia 2007 roku. Specjalnym sędzią był wtedy Jimmy Valiant. Eclipso znów próbował oszukiwać by wygrać, tym razem przy pomocy kastetu, ale Valiant to odkrył i zdyskwalifikował pretendenta do tytułu.
W późniejszym okresie Sergeant Jim Nelson został komisarzem ACW.

## Życie prywatne
Ma angielskie i irlandzkie pochodzenie. Jego ojciec i dziadek pracowali w przemyśle transportowym. Ma żonę, z którą rozwiódł się w 1997 roku, ale ponownie pobrali się w 1999. Między 1981 a 1982 rokiem urodził im się syn Wayne Harrell. W 2007 roku jego syn przeżył wypadek samochodowy, w którym doznał poważnych obrażeń i w którym zginęła jego dziewczyna.
W 1990 przeprowadził się do Alabamy, a w kwietniu 2001 kupił i zamieszkał w domu w obszarze niemunicypalnym Burnt Chimney w stanie Wirginia.
W 1991 roku szkolił się, aby zostać kierowcą ciężarówki. Karierę w przemyśle transportowym rozpoczął w styczniu 1992. Pracował jako kierowca ciężarówki w firmie McElroy Truck Lines, Inc.
W wywiadzie z 2003 roku wśród wrestlerów, z którymi najlepiej mu się pracowało wymienił Rica Flaira, Ricky’ego Steamboata, Jaya Youngblooda i Wahoo McDaniela. W wywiadzie w 2012 roku Zhukov stwierdził, że walka Sgt. Slaughtera i Dona Kernodle'a przeciwko Rickiemu Steamboatowi i Jayowi Youngbloodowi na Final Conflict w 1983 jest jego ulubioną walką wrestlerską, a jego walka o mistrzostwo AWA z Rickiem Martelem 14 listopada 1985 jest jego ulubioną walką, w jakiej brał udział. Przyznał też, że nie podoba mu się nowoczesny wrestling – skrytykował niepotrzebną jego zdaniem zawiłość fabuł, odejście od tradycyjnych strojów zapaśniczych, wprowadzenia tap-outów i ograniczenie kayfabe, a młodym zawodnikom zarzucił brak umiejętności improwizacyjnych i zbyt kurczowe trzymanie się scenariusza.
W 2016 pozwał Vince’a McMahona i WWE w pozwie zbiorowym. Oskarżył firmę o niedbałość w kwestiach zdrowia i bezpieczeństwa pracowników. W wyniku licznych urazów głowy miał cierpieć między innymi na bóle, migrenę, głuchotę, bezsenność, zaburzenia depresyjne, problemy z równowagą i zawroty głowy.

## Styl wrestlerski
- Finisher
  - Flying Headbutt[1][2][3]
- Inne charakterystyczne ruchy
  - Running clothesline[1][3]
- Managerowie
  - Jimmy Hart[3]
  - Sgt. Slaughter[13]
  - Sheik Adnan Al-Kassie[10]
  - Slick[10]

## Mistrzostwa i osiągnięcia
- American Wrestling Affiliates
  - Jako Boris Zhukov
    - AWA World Tag Team Championship (1 raz) – z Soldatem Ustinovem[2][5][14]
- American Championship Wrestling
  - Jako James Nelson
    - ACW Universal Championship (2 razy)[2]
- National Wrestling Alliance
  - Jako James Nelson
    - NWA Canadian Television Championship (2 razy)[2][3]
    - NWA Mid-Atlantic Tag Team Championship (2 razy) – z Donem Kernodlem[2][3][5][14]

  - Jako Boris Zhukov
    - NWA Alabama Heavyweight Championship[2][3][5]
    - NWA Wrestle Birmingham Heavyweight Championship (1 raz)[14]
- Pro Wrestling Illustrated
  - jako Boris Zhukov
    - 387 miejsce na liście PWI 500 w 1991[2][3][39]
    - 360 miejsce na liście PWI 500 w 1992[2][3][39]
- World Wrestling Federation
  - Slammy Award za najlepszą higienę osobistą w 1987[21]